# (32133) 2000 LU16
2000 LU16 (asteroide 32133) é um asteroide da cintura principal. Possui uma excentricidade de 0.08544150 e uma inclinação de 12.49921º.
Este asteroide foi descoberto no dia 4 de junho de 2000 por LINEAR em Socorro.